# Ludwig Hiermann
Ludwig Hiermann (* 20. Juni 1897 in Linz, Oberösterreich; † 9. Oktober 1962 ebenda) war Jurist, Kammersekretär und Politiker.

## Leben
Nach dem Besuch des Gymnasiums nahm Hiermann am Ersten Weltkrieg teil und wurde mehrfach ausgezeichnet. Nach dem Krieg studierte er Jus in Innsbruck, daneben auch an der Hochschule für Bodenkultur in Wien. Anschließend war er kurz bei der Wiener Land- und Forstwirtschaftlichen Betriebsgesellschaft tätig und machte ein Jahr Gerichtspraxis. 1923 wurde Dr. Hiermann Leiter der Abteilung Sozialversicherung und Arbeitsrecht an der Linzer Arbeiterkammer. Von 1932 bis 1934 war er für die Sozialdemokratische Partei Mitglied des Linzer Gemeinderates, zwischen 1934 und 1938 war er als einziger früherer Sozialist Mitglied des Landtages. 
1938 wurde Hiermann kurz verhaftet, kam 1939 als Geschäftsführer zu einer Bezirksstelle des Innungsverbandes des Zimmererhandwerks und 1941 als Sozialreferent zur Steyr-Daimler-Puch AG nach Steyr. 1945 übernahm er in schwerer Zeit das Wirtschaftsreferat der Zivilverwaltung Mühlviertel und 1946 die Abteilung Sozial- und Verkehrspolitik in der Handelskammer Oberösterreich. In der Zeit von 1948 bis 1949 war Hiermann Mitglied des Bundesrates für die SPÖ. Er war ein erfahrener Jurist, vor allem in arbeitsrechtlichen Fragen.
Hiermann war ab 1948 Mitglied der Freimaurerloge Gleichheit und 1950 Gründungsmitglied der reaktivierten Loge Zu den 7 Weisen.